# William Muspratt
Pour les articles homonymes, voir Muspratt.
William Muspratt (1759-1797) est un des mutins de la Bounty. Après avoir participé à la mutinerie du 28 avril 1789, il a été jugé en cour martiale à Spithead en septembre 1792 et condamné à mort. Il échappe finalement à la pendaison en appel et reprend son service dans la marine britannique.
Il est mort en 1797 à bord du Bellerophon

## Biographie
Originaire du Great Yarmouth, maître tailleur à bord de la Bounty, en décembre 1788, alors à Tahiti, il est condamné par William Bligh au chat à neuf queues pour indiscipline. Le 5 janvier 1789, il tente alors de déserter le navire avec deux compagnons mais est rattrapé.
Bien que participant à la mutinerie d'avril 1789, des témoins vont témoigner au moment du procès qu'il n'utilisa pas son arme lors des événements. De même, Muspratt n'accompagne pas le groupe principal à Pitcairn.
Blight à son retour en Angleterre laisse un portrait des mutins pour qu'ils soient identifiés et décrit ainsi Muspratt : 5 pieds et 6 pouces de haut pour la taille, mince, le teint foncé, les cheveux bruns, la barbe noire très forte sous un menton portant une cicatrice, des tatouages a plusieurs endroits. À l'arrivée de la Pandora, il fait partie des premiers repris.
Ramené en Angleterre, bien que marin commun, il parvient à trouver un avocat pour le défendre. D'abord condamné à mort car il est prouvé par les témoignages qu'il portait une arme, il fait appel. En appel, il remporte son procès sur le fait qu'il n'a pas utilisé son arme. Il réintègre alors la marine.
Il meurt trois ans plus tard à bord du Bellerophon.